# Haidamațke, Solone
Haidamațke (în ucraineană Гайдамацьке, înainte de 2016 Cervonîi Iar) este un sat în comuna Prîvilne din raionul Solone, regiunea Dnipropetrovsk, Ucraina.

## Demografie
Componența lingvistică a localității Haidamațke
     Ucraineană (95,95%)
     Rusă (3,6%)
Conform recensământului din 2001, majoritatea populației localității Haidamațke era vorbitoare de ucraineană (95,95%), existând în minoritate și vorbitori de rusă (3,6%).